# Jabučki klinčić
Jabučki klinčić (jabučki karanfil, pitomi klinčić; lat. Dianthus caryophyllus; sin.: Dianthus multinervis Vis.). U Hrvatskoj se smatra izumrlom autohtonom vrstom, za koju je ustanovljeno da nije ništa drugo nego pitomi klinčić, Dianthus caryophyllus. To je višegodišnja biljka sa snažnom stabljikom, uzdignutom u donjem, a uspravnom u gornjem dijelu. Stabljika je razgranjena, nosi više parova nasuprotnih listova i 5 – 6 pojedinačnih cvjetova koji se razvijaju na završecima ogranaka. Listovi stabljike su široko suličasti, modrozeleni, s 5 – 9 žila. Cvjetovi su veliki, crveni. Čaška je valjkasta, u gornjem dijelu malo sužena. Ovojne ljuske (4) su široko obrnuto jajaste, a u gornjem dijelu s kratkim nastavkom. Plojka je obrnuto jajasta i nazubljena. Cvate u svibnju.
Vrstu je otkrio hrvatski amaterski botaničar Matija Botteri, u drugoj polovici 19. stoljeća, na otoku Jabuci. Sabrani herbarski materijal poslao je Robertu Visianiju, tadašnjem profesoru botanike na Sveučilištu u Padovi, koji je potom, na temelju Botterijeve herbarske građe, opisao i imenovao spomenutu vrstu. Jedan herbarski primjerak, koji je sabrao Botteri, čuva se u Herbarium Croaticumu i jedini je materijalni dokaz postojanja ove vrste u nas.